# Rävens damm
Rävens damm är en sjö i Olofströms kommun i Blekinge och ingår i Skräbeåns huvudavrinningsområde.